# Quartiere degli Olmi

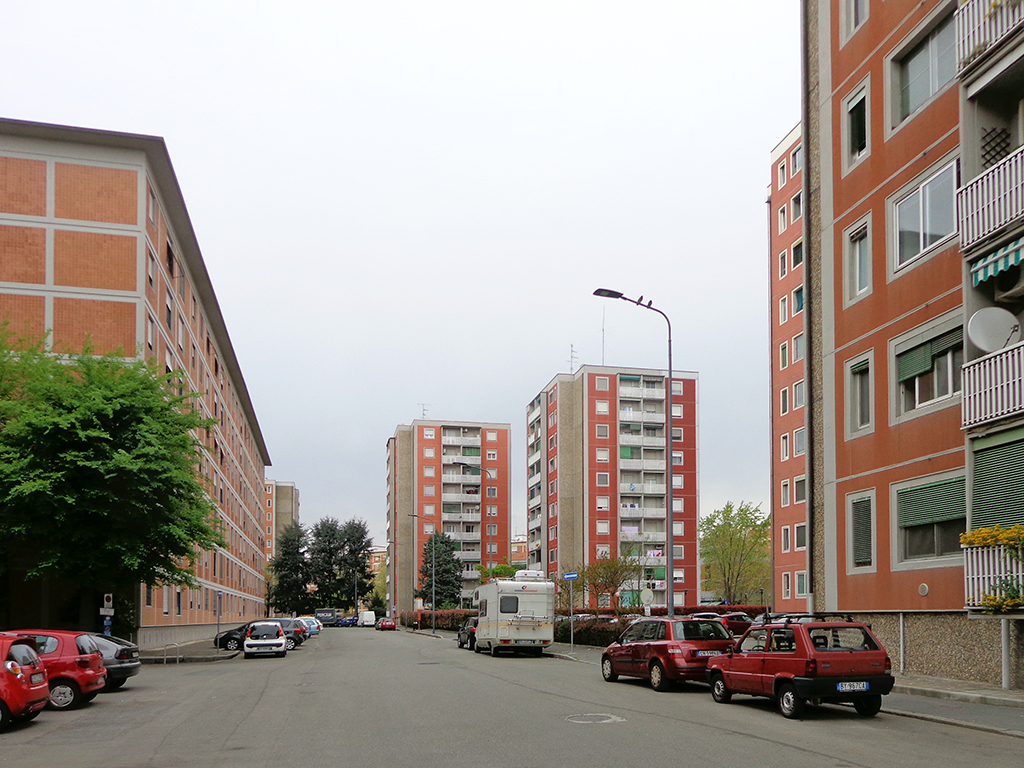
Una tipica strada residenziale del quartiere

Il Quartiere degli Olmi (in milanese Quarter di Olm) è un quartiere di edilizia residenziale pubblica situato all'estremità occidentale di Milano e conta circa 8 000 abitanti.

## Descrizione
Amministrativamente è compreso nel Municipio 7 (Baggio, De Angeli, San Siro). Confina con Cesano Boscone, Muggiano e Baggio. È raggiungibile in circa 10 minuti dalla stazione Bisceglie della linea M1 con l'autobus urbano 63. Fu realizzato negli anni sessanta del XX secolo. Una caratteristica di questo quartiere è che, come lo si nota anche dal nome Olmi, tutte le vie hanno la denominazione di un albero: Ulivi, Betulle, Ippocastani, Salici, Larici, Ontani e Abeti.